# Datalek bevolkingsonderzoek (2025)
In 2025 vond er bij het Nederlandse bevolkingsonderzoek ter opsporing van baarmoederhalskanker, een datalek plaats door de gevolgen van een hack. De gegevens van bijna een half miljoen personen die een uitstrijkje hadden ondergaan tussen 2022 en 2025, waren hierbij betrokken. Mogelijk zijn er ook gegevens van andere onderzoeken die in het betrokken laboratorium plaatsvonden ontvreemd. Het ging hier specifiek over persoonsgegevens van zwaar gewicht; niet enkel naam en adres waren ontvreemd, ook medische gegevens, zoals de uitslag van de onderzoeken, en burgerservicenummers, waren tijdens de hack ingezien.

## Hack en datalek

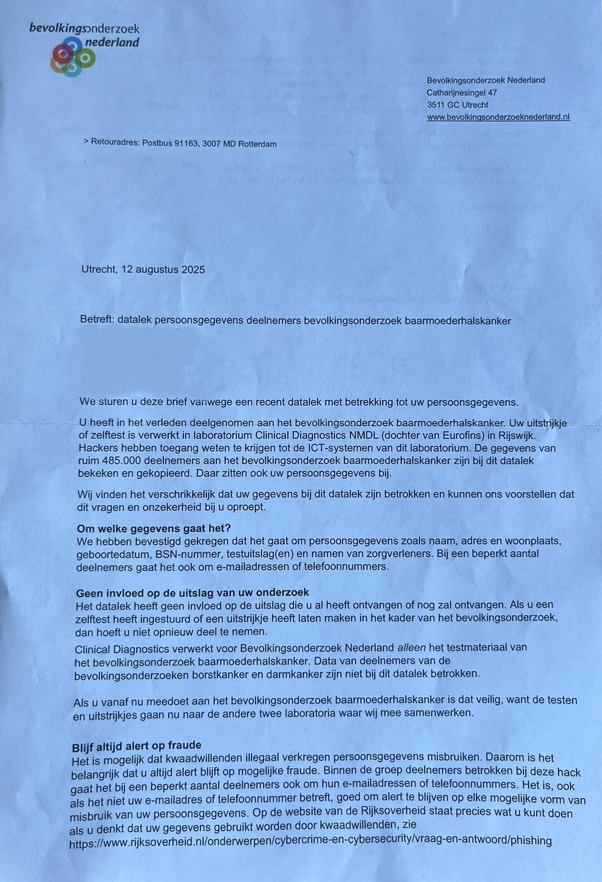
Geanonimiseerde voorzijde van de door het Bevolkingsonderzoek Nederland verstuurde brief

De hack werd tussen 3 en 6 juli 2025 ondernomen, en was al begin juli bij een van de drie laboratoria die het de praktische uitvoering van het bevolkingsonderzoek onder haar hoede had, Clinical Diagnostics, bekend. Enkel dit ene laboratorium was getroffen. Ondanks dat de melding van dergelijke situaties binnen 24 uur dient plaats te vinden, meldde de kliniek dit pas een maand later. De aanval betrof een aanval met ransomware, waarbij gegevens in 'gijzeling' worden gehouden door de hackers. In veel gevallen wordt bij dergelijke aantallen verzocht om uitbetaling van een loskoopsom. De ransomware-aanval die het bevolkingsonderzoek trof, trof ook andere medische voorzieningen, zoals huisartsen.

### Aantal gedupeerden
Het datalek betrof ruim 485.000 deelnemers van het onderzoek. Het onderzoek richtte zich in eerste instantie op vrouwen en andere personen met een baarmoeder en de aantekening 'vrouw' in het paspoort in de leeftijd van 30 tot 60 jaar. Elke vijf jaar volgt een oproep, waarna de betrokkene kan besluiten al dan niet deel te nemen aan het bevolkingsonderzoek. In 2022 (het eerste jaar waarvan data gelekt zijn), werden er ruim 720.000 personen opgeroepen. Van hen gaf zo'n 46% gehoor aan de oproep. In 2023 was het aantal opgeroepen personen met ruim 700.000 iets lager, maar lag de opkomst daarentegen iets hoger (ruim 49%). Ervan uitgaand dat de aantallen in de opvolgende jaren redelijk gelijk bleven, is de kans dat de informatie van vrouwen die meededen aan het bevolkingsonderzoek gelekt is, aanzienlijk. Van meer dan één op de drie deelnemers is in dat geval de informatie betrokken bij het datalek. Van de ruim 8,8 miljoen vrouwen die in Nederland wonen, was meer dan 5% betrokken bij het datalek.

## Gevolgen
RTL Nieuws meldde spoedig na de bekendmaking van de hack, dat het naast de gegevens behorende bij uitstrijkjes, mogelijk ook ging om gegevens die gekoppeld waren aan andere onderzoeken. RTL meldde daarnaast ook dat een derde deel van de gegevens al op het dark web beland was, iets wat Bevolkingsonderzoek Nederland voor 550 mensen ook bevestigde. Volgens het Bevolkingsonderzoek waren de gegevens echter halverwege augustus 2025 door de hackers al weer offline gehaald. Hoewel Clinical Diagnostics zich hier niet over uit liet, meende RTL dat het laboratorium een aanzienlijke som losgeld had betaald.

### Acties bevolkingsonderzoek

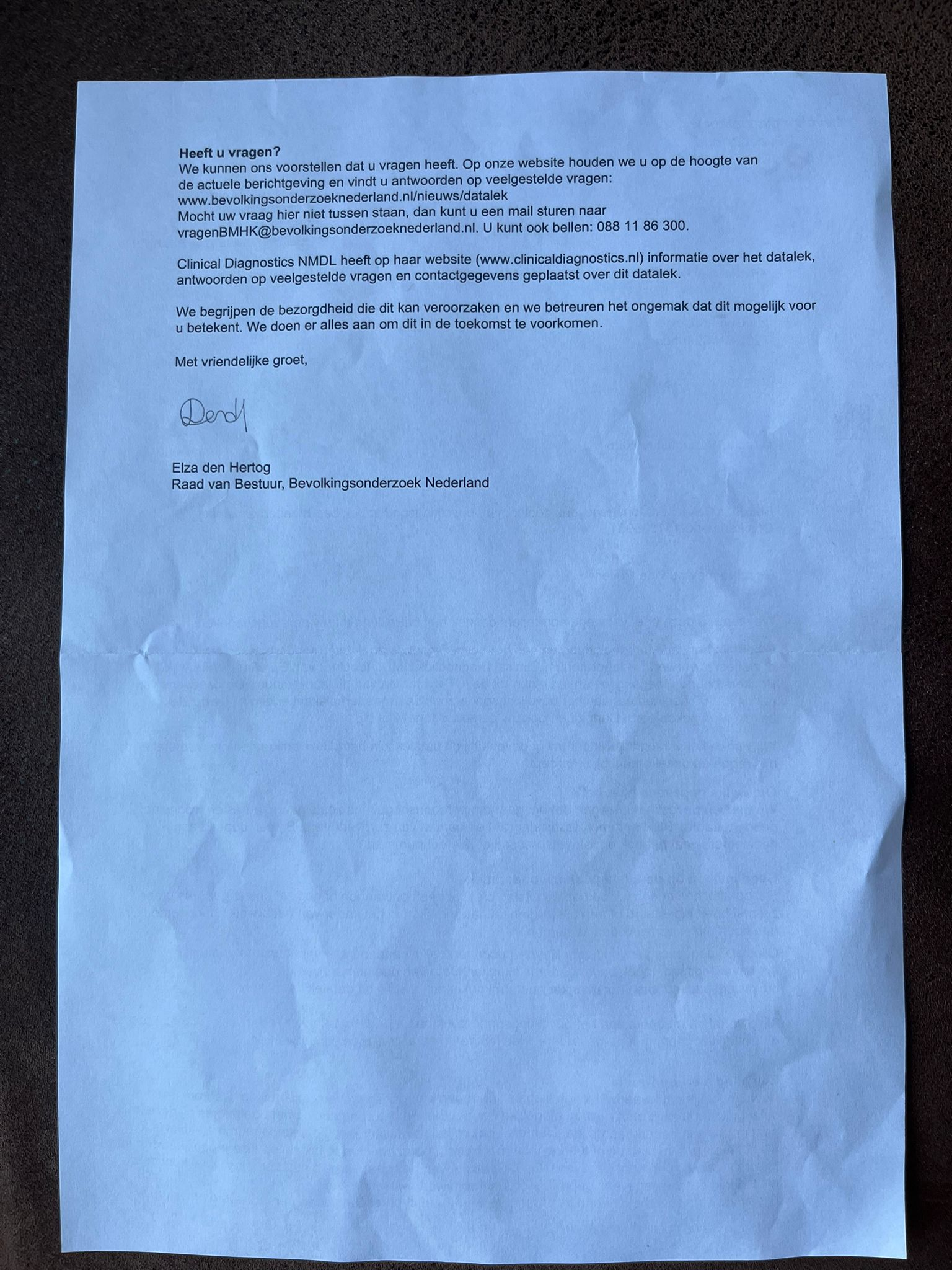
Achterzijde van de door Bevolkingsonderzoek Nederland verstuurde brief

Nadat Bevolkingsonderzoek Nederland op de hoogte werd gesteld van het datalek, besloot die organisatie om een brief te versturen om de betrokkenen te informeren. De brief gaf aan om welke gegevens het ging, dat dit geen invloed had op de uitslag van het onderzoek, dat men alert moest blijven op fraude en gaf contactpunten op voor verdere vragen. 80.000 gedupeerden konden echter niet bereikt worden met deze brief. De samenwerking met Clinical Diagnostics werd tijdelijk gestopt.

### Verdere (mogelijke) gevolgen
Minister van Volksgezondheid Daniëlle Jansen informeerde op 11 augustus na het bekend worden van het lek direct de Tweede Kamer. Zij gaf in die brief ook aan: "Ik realiseer me dat dit datalek voor alle deelnemers aan het bevolkingsonderzoek baarmoederhalskanker of de andere bevolkingsonderzoeken invloed kan hebben op het vertrouwen in dergelijke overheidsprogramma’s en de overheid zelf. Ik hecht er daarom aan dat deelnemers zo goed mogelijk worden geïnformeerd over de hack." Universitair hoofddocent Bart van der Sloot wees op een vergelijkbaar gevaar en gaf aan dat zorg mijden een veelvoorkomende reactie is op privacy problemen binnen de zorg.
Voor de afzonderlijke deelnemers aan het onderzoek van wie gegevens zijn ontvreemd, bestaat het gevaar dat zij te maken krijgen met spam en phishing. In extreme gevallen zou ook sprake kunnen zijn van identiteitsfraude, omdat bij de betrokken gegevens ook gevoelige zaken zoals het burgerservicenummer betrokken zijn. Bij de gehackte informatie zat ook informatie over de verblijfplaats van vrouwen die naar een blijf-van-mijn-lijfhuis gevlucht waren, wat deze gedupeerden mogelijk in een precaire situatie kan brengen.
Op 14 augustus werd bekend dat de Autoriteit Persoonsgegevens onderzoek deed naar de hack. Wanneer er onjuist gehandeld is door Clinical Diagnostics, zou dit tot een aanzienlijke boete kunnen leiden.